# دیگو کاماش (بازیکن فوتبال)
دیگو کاماش (انگلیسی: Diego Camacho؛ زادهٔ ۳ اکتبر ۱۹۷۶) بازیکن فوتبال اهل اسپانیا است.
از باشگاه‌هایی که در آن بازی کرده‌است می‌توان به باشگاه فوتبال لوگو، باشگاه فوتبال رئال مورسیا، باشگاه فوتبال رکریتیوو اوئلوا، باشگاه فوتبال رئال وایادولید، باشگاه فوتبال لوانته، باشگاه فوتبال آلباسته بالومپیه، باشگاه خیمناستیک تاراگونا، باشگاه فوتبال اسپورتینگ خیخون، و باشگاه فوتبال گرانادا اشاره کرد.